# Cordia gilletii
Cordia gilletii är en strävbladig växtart som beskrevs av Wildem.. Cordia gilletii ingår i släktet Cordia, och familjen strävbladiga växter. Inga underarter finns listade i Catalogue of Life.